# Il poliziotto è marcio
Il poliziotto è marcio è un film del 1974 diretto da Fernando Di Leo.
A differenza di gran parte degli altri film del genere poliziottesco l'opera narra le vicende di un poliziotto spietato e corrotto.

## Trama
Il commissario di polizia Domenico Malacarne è un funzionario corrotto che, con la complicità dell'agente Garrito, pure lui corrotto, riesce a guadagnare molto denaro grazie alle tangenti ricevute da una banda di contrabbandieri di sigarette capeggiata da Pascal, capo mafioso italo-francese. Un giorno però, vedendo che i suoi corruttori esigono la copertura anche per il traffico d'armi, il commissario decide di cambiare la propria posizione e inizia a ostacolarli.
Per tutta risposta, i criminali prima eliminano l'anziano Serafino, testimone involontario che con le sue denunce ne aveva svelato le attività; poi il padre del commissario, che è un onesto maresciallo dei carabinieri quasi in pensione e Sandra, la compagna di Malacarne. A questo punto il commissario ingaggia una lotta senza quartiere contro la banda, riuscendo a eliminare Pascal, ma verrà a sua volta ucciso a tradimento proprio da Garrito, intenzionato a subentrargli.

## Distribuzione
Distribuito nei cinema italiani il 22 marzo 1974, Il poliziotto è marcio ha incassato complessivamente 675.994.000 lire dell'epoca.
Distribuito all'estero col titolo internazionale Shoot First, Die Later, è stato pubblicato da RaroVideo in DVD nel dicembre 2012.